# Helmut Bibl
Helmut Bibl (* 9. Mai 1955 in Wien) ist ein österreichischer Gitarrist und Musikproduzent.

## Leben und Wirken
Bibl gewann 1976 mit der „Schoitl AG“ den großen österreichischen Nachwuchs-Bandwettbewerb Popodrom. In der Folge war Bibl fünf Jahre Mitglied der Hallucination Company, zehn Jahre Lead-Gitarrist bei Andy Baum und Falco, und erregte vor allem als Gitarrist der Kultformation Drahdiwaberl um Stefan Weber Aufsehen.
Seit 2000 ist er auch als Produzent (Torte statt Worte, Sitzpinkler) tätig und arbeitet an verschiedenen Musikprojekten. Er spielte als Studiomusiker auf vielen Produktionen: Supermax, Boris Bukowski, Planet P, Jitka Woodhams, Balis, Superfeucht.
Letztes Projekt ist eine Zusammenarbeit mit dem Englischen Sänger Steve Gander.